# Борисовский (Свердловская область)
Борисовский — посёлок в Нижнетуринском муниципальном округе Свердловской области России.

## Географическое положение
Посёлок Борисовский расположен в 35 километрах (по автодороге в 42 километрах) к северо-западу от города Нижней Туры, на левом берегу реки Ис (левого притока Туры), в устье реки Красненькой. В окрестностях посёлка расположена гора Саранная высотой 647,4 метра. 

## История посёлка
1891 года октября 18 дня по предложению Г-на окружного инженера Верхотурского округа от 18 июня сего года, за № 1524, старший горный межевщик, коллежский секретарь Николай Иванов Герц, при ниже подписавшихся лицах, выехал для свидетельства и отвода вновь найденного золотосодержащего прииска, наименованного Борисовским принадлежащего жене купеческого сына Елизавете Александровне Бурдаковой, открытым доверенным её купеческим сыном Викторином   Яковлевичем Бурдаковым, 8 апреля 1891 года в Нижне-Туринской казённой даче за широтой Александровска г–на Неклюдова и Ново–Викентьевского г-на Серебрякова приисков.

## Население
| 2002 | 2010 |
| ---- | ---- |
| 11   | ↘1   |